# 避難兔
《避難兔》(NORABBITS'MINUTES)，是在電影院的MOVIX及一部分的松竹系劇場中，長篇電影的放映開始前5分鐘左右放映的泥塑動畫片。2007年6月29日在電影院的結束放映。

## 外部連結
- 官方網站 （页面存档备份，存于）